# Brutus van Troje
Brutus van Troje of Brutus van Brittannië (Keltische naam: Bryttys) was de legendarische eerste koning van Brittannië. Hij wordt voor het eerst genoemd in de Historia Britonum, geschreven rond 830 en toegeschreven aan Nennius. Volgens dit werk is de naam Brittannië afgeleid van de naam Brutus, een Romeinse consul. Dit werk wordt mede gezien als een middeleeuwse poging om een genealogie op te zetten van Britse koninklijke families. De Historia Britonum beschrijft Brutus als een Trojaan, en plaatst hem in de Trojaanse genealogie. Brutus is vooral bekend geworden door de verhalen in de Historia regum Britanniae, de 12e-eeuwse kroniek, geschreven door Geoffrey van Monmouth.

## Biografie
Brutus zou de achterkleinzoon zijn geweest van Aeneas en werd verbannen uit Italië nadat hij per ongeluk zijn vader Silvius doodde. Brutus bevrijdde een aantal Trojaanse slaven uit Griekenland en leidde hen, nadat hij een visioen had gehad dat hij een koninkrijk zou stichten in een land dat door reuzen werd bewoond, via Gallië naar Engeland, waar hij volgens de legende de reuzen versloeg. Hij wordt gezien als de stichter van de stad Nieuw-Troje, het latere Londen. De Keltische stammen uit de Londense gebieden werden Trinovanten genoemd. Brutus regeerde 23 jaar, en maakte voor zijn dood een wetboek voor zijn volk. Bij Ignoge had hij drie zonen: Locrinus, Kamber en Albanactus, onder wie het Britse eiland werd verdeeld na Brutus' dood.
Geoffrey of Monmouth schreef dat Brutus overleed toen Eli hogepriester was van de Israëlieten, de Ark van het Verbond was gestolen door de Filistijnen, de zonen van Hector heersten over Troje en Aeneas Silvius heerser was van Alba Longa.

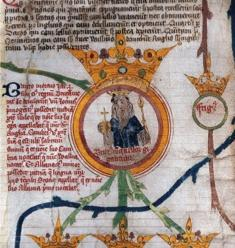
Brutus van Troje, afbeelding uit de jaren 1450
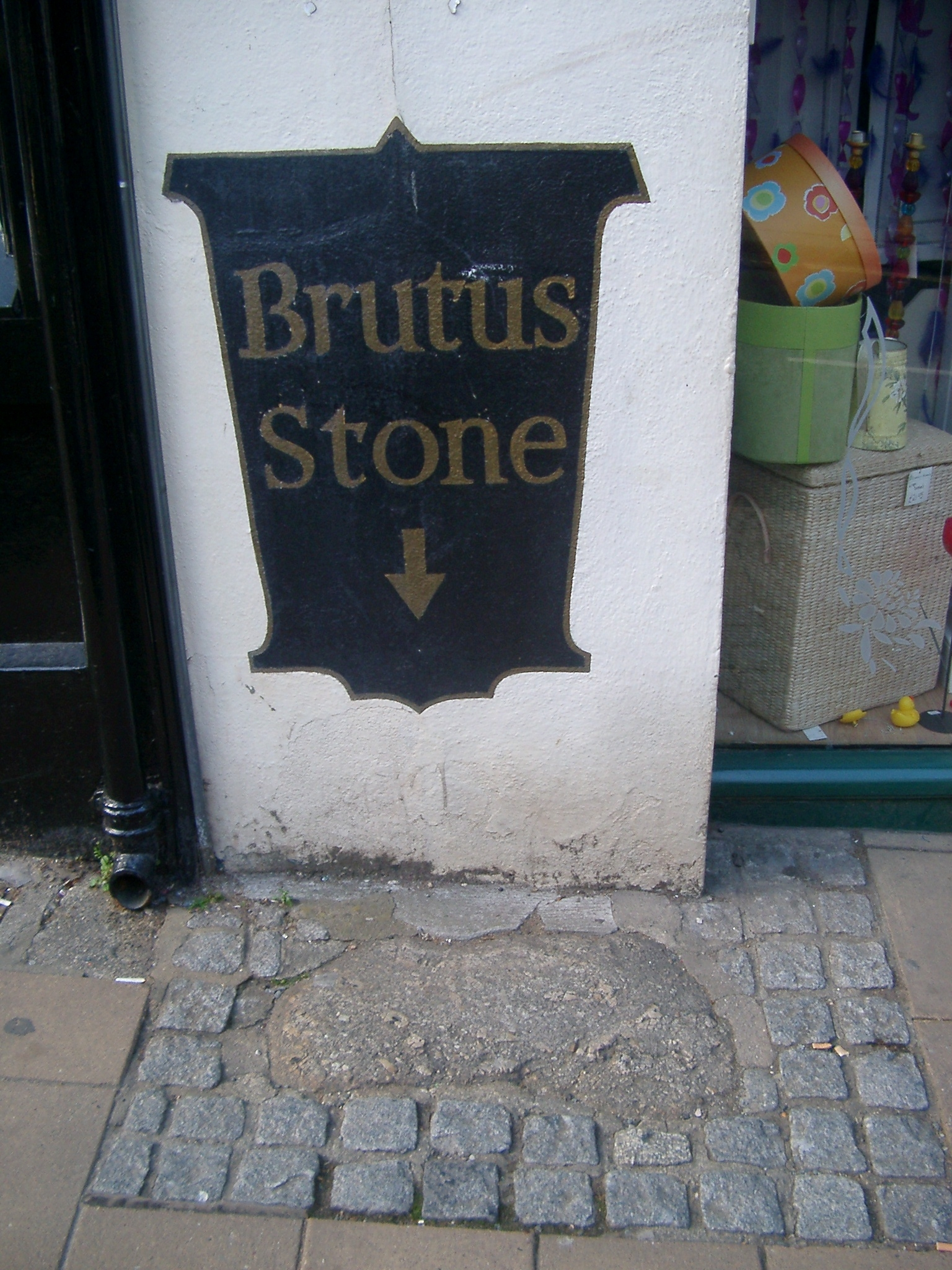
De Brutus Stone in Totnes (Devon), op de plek waar (volgens de Historia regum Britanniae) Brutus van Troje  met zijn Trojanen aan land ging in Groot-Brittannië
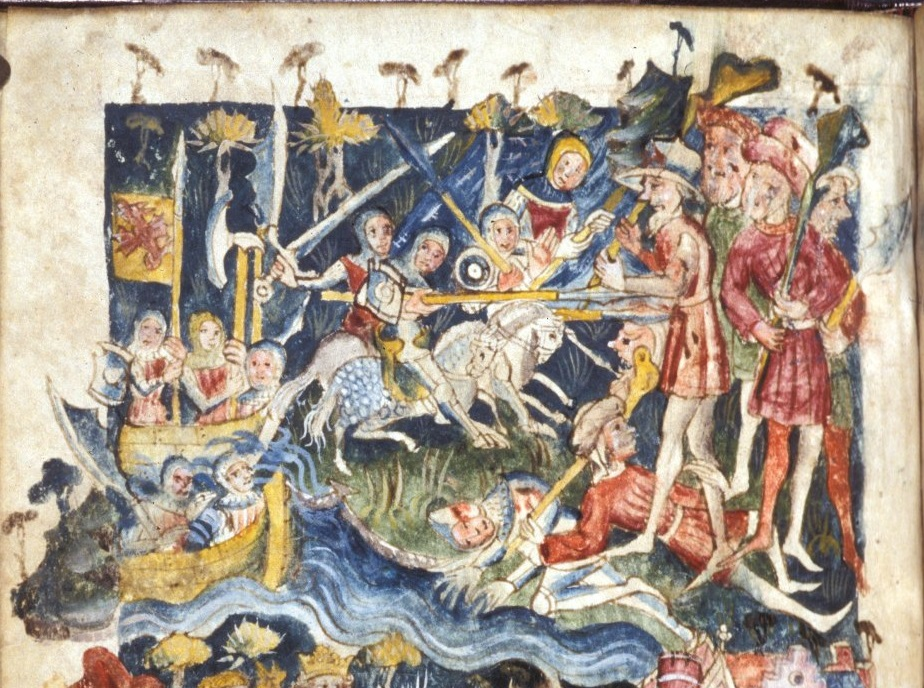
Brutus's troepen vechten met de reuzen van Albion (onder leiding van Gogmagog), 1808